# Los Andes (ort i Colombia, Antioquia)
Los Andes är en ort i Colombia.   Den ligger i departementet Antioquía, i den centrala delen av landet, 230 km nordväst om huvudstaden Bogotá. Los Andes ligger 1 282 meter över havet och antalet invånare är 16 419.
Terrängen runt Los Andes är kuperad åt sydväst, men åt nordost är den bergig. Los Andes ligger nere i en dal. Runt Los Andes är det ganska tätbefolkat, med 83 invånare per kvadratkilometer. Los Andes är det största samhället i trakten. I omgivningarna runt Los Andes växer i huvudsak städsegrön lövskog.